# یاسوکو کوبایاشی
یاسوکو کوبایاشی (انگلیسی: Yasuko Kobayashi؛ زادهٔ ۷ آوریل ۱۹۶۵) فیلم‌نامه‌نویس اهل ژاپن است.